# Cryptus filiformis
Cryptus filiformis là một loài tò vò trong họ Ichneumonidae.